# فرودگاه شهری اتلنتیک
فرودگاه شهری اتلنتیک (به انگلیسی: Atlantic Municipal Airport) یک فرودگاه همگانی با کد یاتا AIO است که یک باند فرود بتن دارد و طول باند آن ۱۵۲۴ متر است. این فرودگاه در کشور ایالات متحده آمریکا قرار دارد و در ارتفاع ۳۶۰ متری از سطح دریا واقع شده‌است.